# Karl Jacobs
Karl Thomas Jacobs (* 19. července 1998), dříve známý jako GamerBoyKarl, je americký youtuber, autor, spisovatel a producent. Zprvu ho proslavila spolupráce s MrBeastem. V roce 2020 se připojil k Minecraft serveru Dream SMP, který plnil funkci jako rozsáhlý Fandom. Server byl oficiálně ukončen 10. dubna 2023. Byl také spolumoderátorem podcastu Banter s kolegy youtubery Sapnapem a GeorgeNotFoundem.

## Kariéra
Na Twitchi začal streamovat v roce 2017, kde vystupoval pod jménem GamerBoyKarl. Zaměřoval se především na Roblox. Ve stejném roce založil svůj první kanál na YouTube s názvem Game Patrol. V roce 2019 byl najat jako editor videí pro youtubera MrBro. Později se připojil do skupiny youtubera MrBeasta, ve které se podílel na tvorbě videí. Během natáčení videí pro MrBeasta se seznámil s Dreamem, zaměřujícím se převážně na Minecraft. V roce 2020 se připojil k jeho serveru Dream SMP.
Dále je autorem antologické série Tales from the SMP odehrávající se v Dream SMP, která byla adaptována do série komiksů vydávaných nakladatelstvím Dark Horse Comics.
V září 2021 spoluzaložil podcast Banter, který moderoval společně s kolegy youtubery Sapnapem a GeorgeNotFoundem. V březnu 2022 začal spolupracovat s firmou Journeys, kde začal pracovat jako autor a producent.
Pravidelně se účastní charitativních akcí, například fotbalových zápasů hvězd, jejichž výtěžek jde na vybranou charitu.